# Beher
BEHER oder Bernardo Hernández ist ein Hersteller von spanischem Schinken mit der geschützten Ursprungsbezeichnung D.O. Jamón de Guijuelo (Schinken aus Guijuelo). Der Unternehmenssitz ist in Guijuelo (Provinz Salamanca). Beher wurde 1930 gegründet und ist ein Familienunternehmen in der 3. Generation. Beher zählt heute zu den 300 größten Firmen von Kastilien und León.
2001 und 2004 wurde Beher von der IFFA Delicat, der Internationalen Leitmesse der Fleischwirtschaft in Frankfurt, als Beste Internationale Firma prämiert. Sein Vorzeigeprodukt Bellota Oro (Goldene Eichel) wurde 2007 und 2010, ebenfalls von der IFFA, zum Besten Schinken der Welt gekürt.

## Geschichte

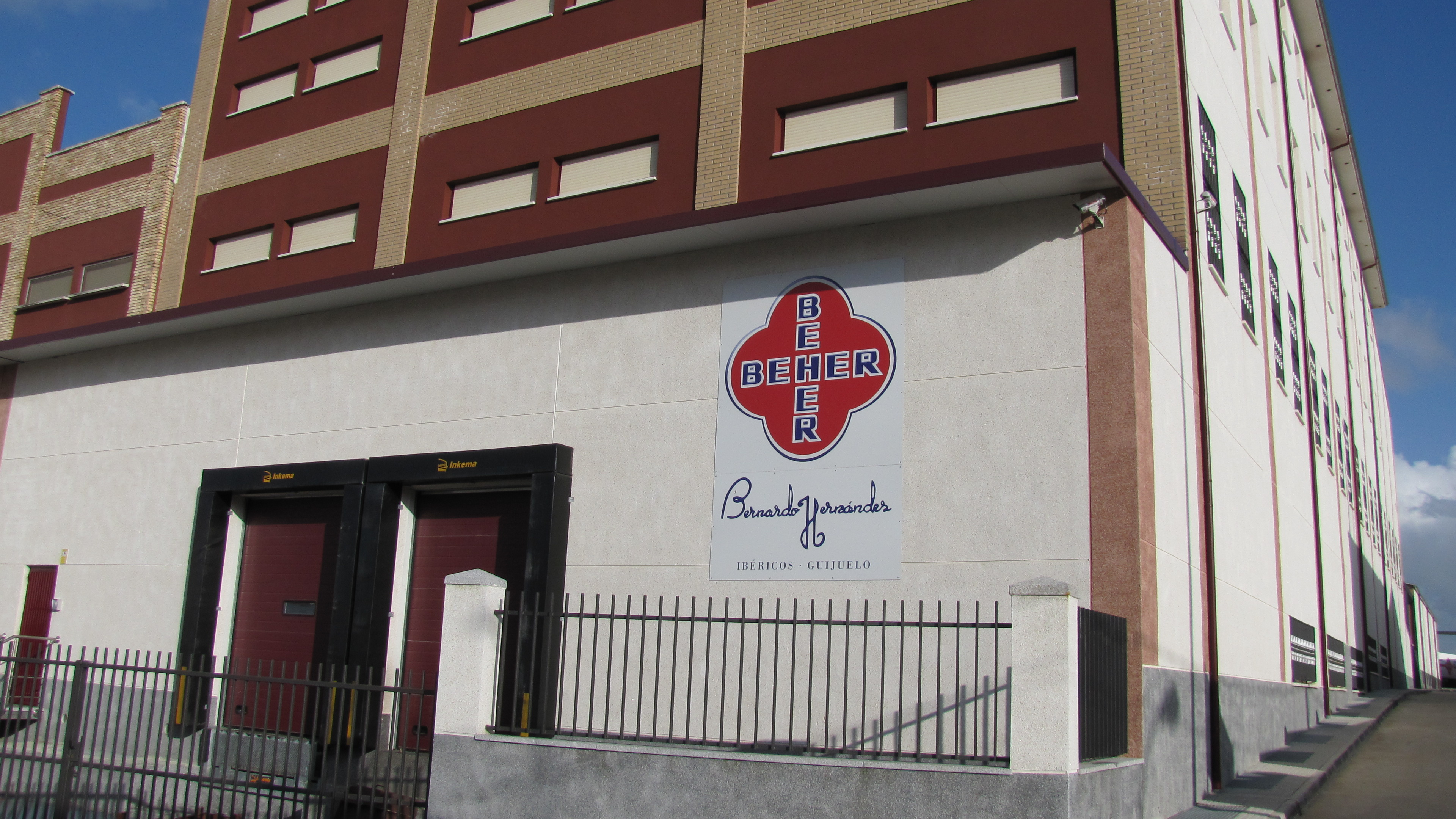
Eingänge zur Fertigungsstätte in Guijuelo

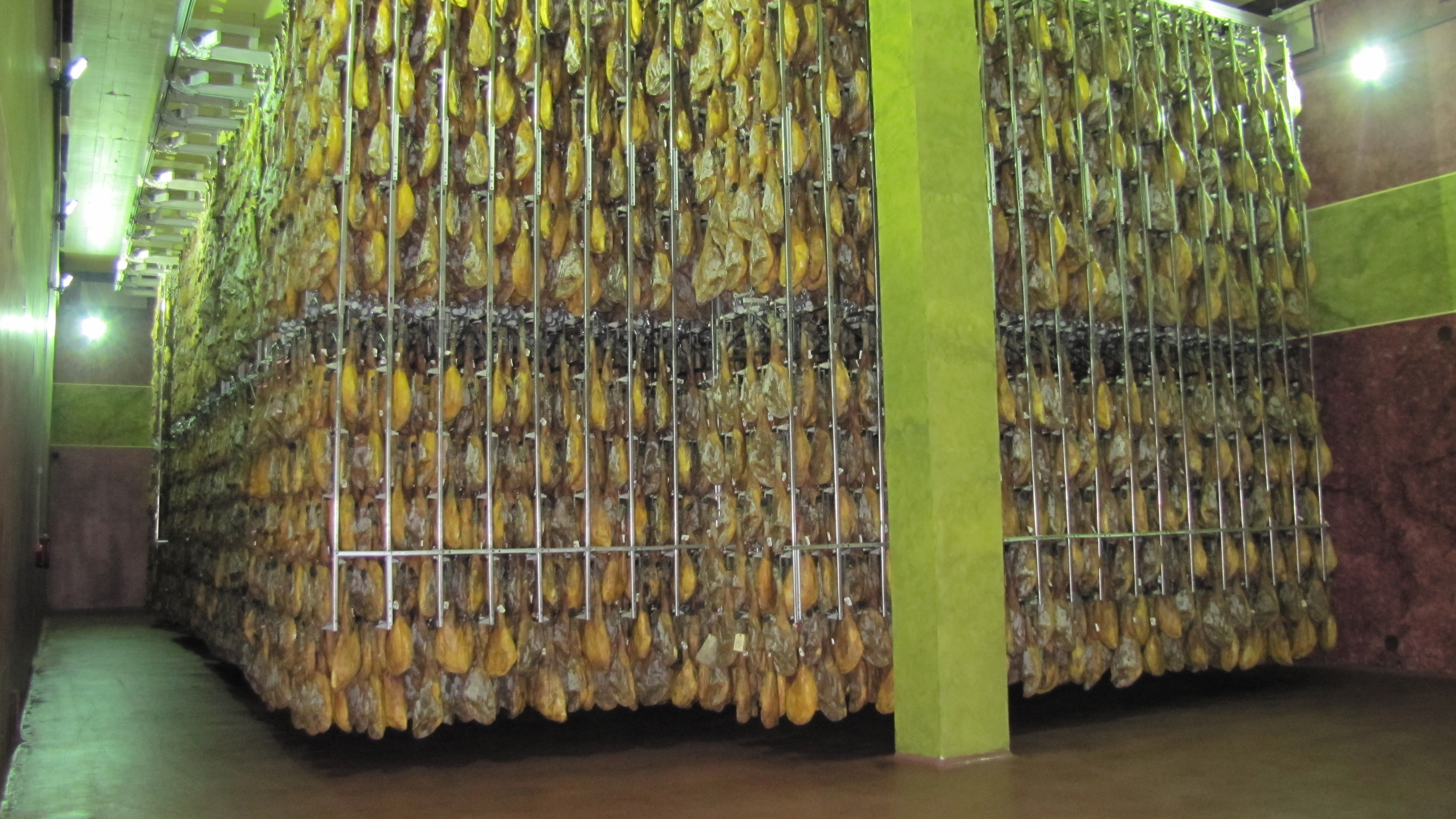
Bodega für die Reifung der Produkte in den Anlagen der BEHER in Guijuelo

Anfang des Jahres 1930 gründete Bernardo Hernández Blásquez das Unternehmen. In den 1970er Jahren übernahm der Gründersohn Bernardo Hernández García die Firma und begann mit der Zucht der Iberischen Schweine in eigenen Anlagen.
Gegenwärtig leiten seine Söhne die Firma, die heute auf diesem Sektor einen Marktanteil von 2 % hat. Die Produkte der Firma werden in 30 Länder auf allen Kontinenten exportiert, beispielsweise nach Hongkong, Korea, Japan, Australien, Brasilien, Russland und in EU-Länder.
Im Jahr 2010 wurden die neuen Anlagen eingeweiht, die heute insgesamt 19.500 m² umfassen, darunter auch die höchste Bodega des Herkunftsgebiets Guijuelo mit einer Höhe von 8 m.

## Produkte

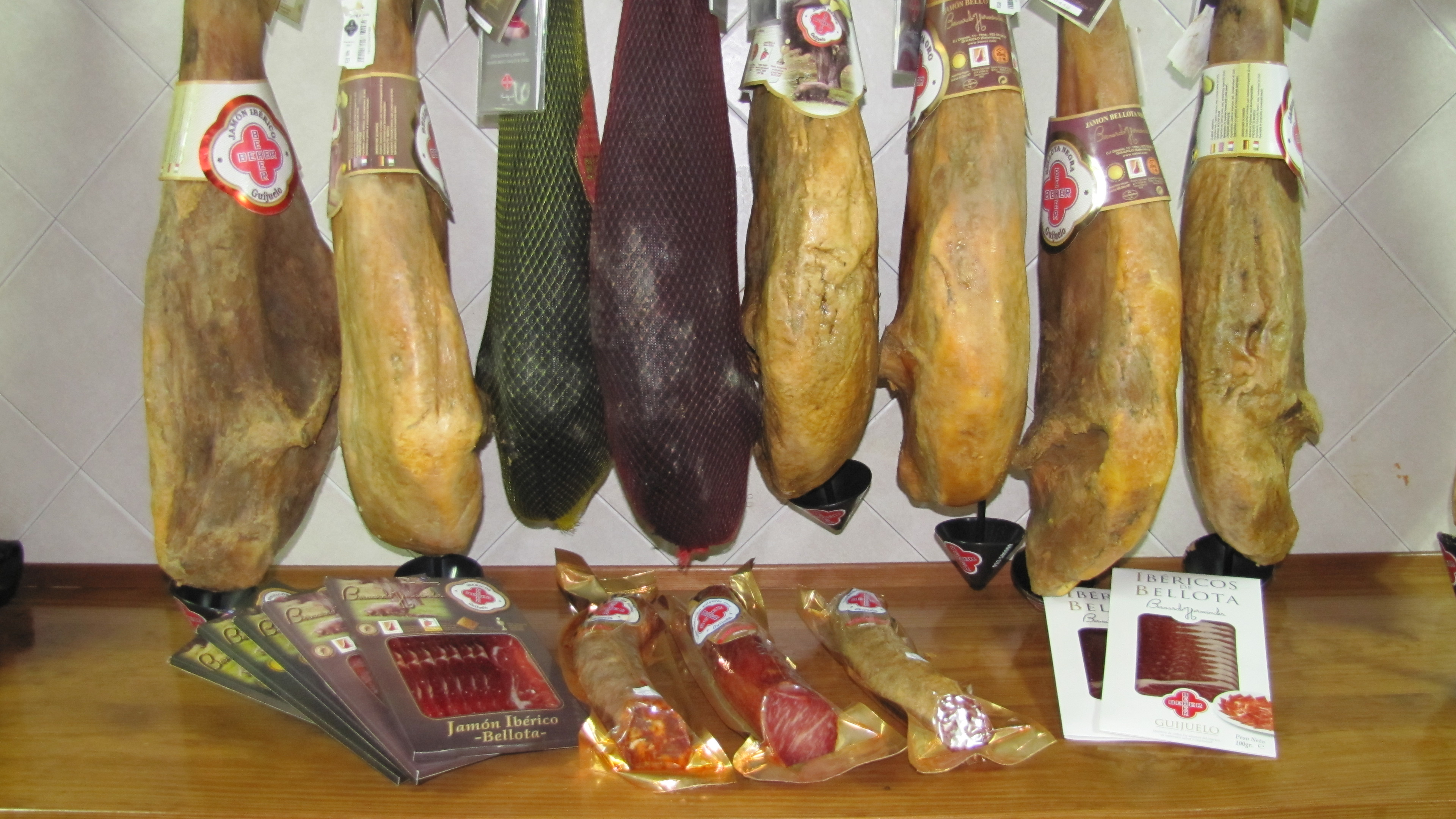
Ausstellung von Bellota-Schinken und -Wurst mit Ursprungsbezeichnung von BEHER

BEHER umfasst den kompletten Produktionsprozess, angefangen bei der Zucht der Schweine in den eigenen Fincas bis hin zum Zuschnitt des Schinkens per Hand:
- Jamón Ibérico Bellota und Iberischer Bellota-Vorderschinken.
- Iberische Bellota-Wurstwaren: Lomo, Chorizo, Longaniza, Schinkenspeck und Salchichón.

- Etiqueta Oro (Goldenes Etikett): Bellota-Schinken und -Vorderschinken. Ausgewählt wegen des hohen Anteils an Ölsäure.
- Etiqueta Negra (Schwarzes Etikett): Bellota-Schinken.
- Etiqueta Roja (Rotes Etikett): Bellota-Schinken und -Vorderschinken.
- Geschnittene Ware: Geschnitten vom Zuschneidemeister Anselmo Pérez, aktueller Champion in Spanien im Zuschneiden von Schinken.

## Auszeichnungen (Auswahl)

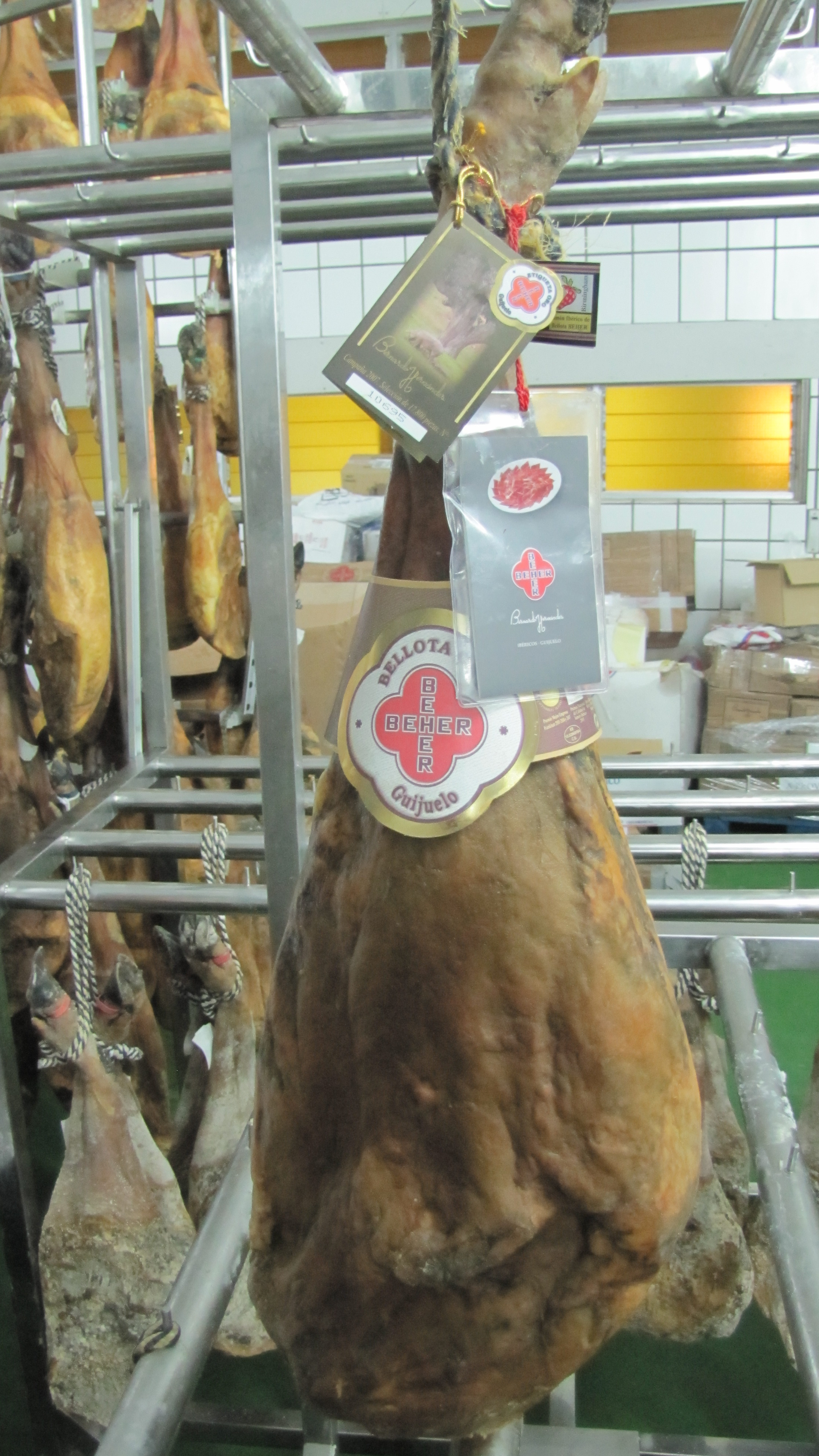
BEHER Bellota Oro: Bester Schinken der Welt 2007 und 2010 (Internationale Leitmesse der Fleischwirtschaft Messe Frankfurt)

Hier eine Auswahl der erhaltenen Auszeichnungen:
- IFFA Delicat, Internationale Leitmesse der Fleischwirtschaft (Frankfurt/Main):[4]
  - 1995: 5 Goldmedaillen
  - 2001: 10 Goldmedaillen und den Ehrenpreis Beste ausländische Firma
  - 2004: 13 Goldmedaillen und den Ehrenpreis Beste ausländische Firma
  - 2007: Großer Preis in der Kategorie Schinken, 14 Goldmedaillen
  - 2010: Großer Preis in der Kategorie Schinken, 16 Goldmedaillen
  - 2013: Großer Preis in der Kategorie Schinken, 22 Goldmedaillen
  - 2016: Ehrenpreis des besten Unternehmens, Internationaler Spezialpreis für das qualitativste Produkt in der Kategorie Schinken, 20 Goldmedaillen
- Food & Drink Expo (Birmingham):
  - 2006: Auszeichnung Bestes internationales Produkt
- SUFFA (Stuttgart):
  - 2006: 3 Goldmedaillen
- Great Taste (Vereinigtes Königreich):
  - 2006: Bronzemedaille
- Messe Salón Nacional del Jamón (SANJA), Teruel (Spanien):
  - 2001 Nationale Auszeichnung der Qualität des Schinkens